# ستايسي كيو
ستايسي كيو (بالإنجليزية: Stacey Q)‏ هي مغنية وممثلة أمريكية، ولدت في 30 نوفمبر 1958 في فوليرتون في الولايات المتحدة.

## وصلات خارجية
- الموقع الرسمي
- ستايسي كيو على موقع IMDb (الإنجليزية)
- ستايسي كيو على موقع ميوزك برينز (الإنجليزية)
- ستايسي كيو على موقع إن إن دي بي (الإنجليزية)
- ستايسي كيو على موقع أول ميوزيك (الإنجليزية)
- ستايسي كيو على موقع ديسكوغز (الإنجليزية)
- ستايسي كيو على موقع ديسكوغز (الإنجليزية)
- ستايسي كيو على موقع قاعدة بيانات الفيلم (الإنجليزية)